# Yuejin Shuiku (reservoar i Kina, Xinjiang)
Yuejin Shuiku är en reservoar i Kina. Den ligger i den autonoma regionen Xinjiang, i den nordvästra delen av landet, omkring 140 kilometer nordväst om regionhuvudstaden Ürümqi. Yuejin Shuiku ligger 383 meter över havet. Trakten runt Yuejin Shuiku består i huvudsak av gräsmarker.
Genomsnittlig årsnederbörd är 252 millimeter. Den regnigaste månaden är november, med i genomsnitt 43 mm nederbörd, och den torraste är januari, med 9 mm nederbörd.